# Tamara Slijkhuis
Tamara Slijkhuis (Lieren, 21 november 1991) is een Nederlands model. Slijkhuis is winnares van het vijfde seizoen van Holland's Next Top Model. Op 14 november 2011 werd zij tot winnaar uitgeroepen. Haar prijzenpakket bestond uit een modellencontract bij Touché Models ter waarde van 75.000 euro, een auto en gezichtsbepalende campagnes van Max Factor en Zalando. In 2 januari 2013 liep ze mee met Doutzen Kroes en Adriana Lima in de Miu Miu campagne.
Op 16 januari 2012 liep Slijkhuis mee in de herfst/wintercollectie 2012-13 van Hans Ubbink in Amsterdam. Voor de Amsterdam International Fashion Week van 25-29 januari 2012 liep Slijkhuis mee in de herfst/wintercollectie 2012-13 van Spijkers en Spijkers, Supertrash, Sage & Ivy en Dennis Diem en op 5 februari 2012 liep ze voor Mattijs van Bergen.

## Carrière

### Modellenbureaus
Huidig
- Future Faces Model Management - Amsterdam
- Elite Model Management - New York
- Union Models - Londen

Voormalig
- 2011 - 2012 Touché models - Amsterdam